# Подсолнечник Максимилиана
Подсолнечник Максимилиана (лат. Helianthus maximiliani) — североамериканский вид подсолнечника.
Этот вид подсолнечника назван в честь принца Максимилиана Вид-Нойвида, который столкнулся с ним в своих путешествиях по Северной Америке.

## Ботаническое описание
Разветвляющееся многолетнее травянистое растение, образующее толстое корневище и достигающее высоты от 50 до 300 см. Тонкие, высокие, прямые стебли и поочередно расположенные листья покрыты грубыми волосками.
Листья узкие, заостренные, сложенные по середине и длиной до 30 сантиметров на взрослых растениях.
Корзинки окружены у основания остроконечными зелеными лепестками. Центральные дисковые цветки желто-коричневые, а наружные ярко-желтые от 2 до 4 сантиметров в длину.
Растение размножается семенами и вегетативно из корневища.

## Распространение
Родиной подсолнечника Максимилиана являются Великие равнины в центральной части Северной Америки. Он произрастает в восточной и западной частях континента. Сейчас его ареал находится в Британской Колумбии, в штате Мэн, в Южной Каролине, Чиуауа и Калифорнии. Растение процветает в ряде экосистем, особенно на равнинах в центральной части Канады и Соединенных Штатах. Он также культивируется как декоративный.

## Применение
Толстое корневище является съедобным и похоже на клубни топинамбура. Употребляется в пищу индейскими племенами, такими как сиу. Цветки привлекают насекомых, а семена поедаются птицами.